# Mini John Cooper Works S2000
Mini John Cooper Works S2000 to samochód rajdowy na bazie Mini. Mini JCW S2000 jest zbudowany podobnie jak jego wersja WRC w oparciu o podwozie Mini Countryman i choć mają one wiele elementów wspólnych, mają także kilka różnic: wersja WRC ma większe tylne skrzydło i kilka ulepszeń. Samochód ten został zaprezentowany na Międzynarodowym Salonie Samochodowym w Genewie w roku 2011. Zadebiutował w Rajdzie Portugalii 2011 pilotowany przez Armindo Araújo i Daniela Oliveira. Pierwsze zwycięstwo w odniósł w 18° Rally dell'Adriatico w 2011 roku, kierowany przez włoskiego kierowcę Andrea Navarra.